# Villatoro
Villatoro ist ein Ort und eine zentralspanische Gemeinde (municipio) mit 161 Einwohnern (Stand: 2024) in der Provinz Ávila in der Autonomen Gemeinschaft Kastilien-León.

## Lage
Der Ort Villatoro liegt im äußersten Westen des Valle de Amblés im Zentrum der Provinz Ávila auf der Nordseite des Iberischen Scheidegebirges (Sierra de la Serrota) in einer Höhe von ca. 1180 m ü. d. M. Die Stadt Ávila ist etwa 42 km (Fahrtstrecke) in nordöstlicher Richtung entfernt. Die reizvolle Kleinstadt Piedrahíta liegt etwa 22 km südwestlich. Nahe der Südwestgrenze der Gemeinde entspringt der Río Adaja, ein Nebenfluss des Duero. Das Klima im Winter ist kühl, im Sommer dagegen trotz der Höhenlage durchaus warm; die geringen Niederschlagsmengen (ca. 465 mm/Jahr) fallen – mit Ausnahme der nahezu regenlosen Sommermonate – verteilt übers ganze Jahr.

## Bevölkerungsentwicklung
| Jahr      | 1857 | 1900 | 1950 | 2000 | 2017 |
| Einwohner | 550  | 950  | 668  | 235  | 178  |

Der kontinuierliche Bevölkerungsrückgang seit dem Beginn des 20. Jahrhunderts ist im Wesentlichen auf die Mechanisierung der Landwirtschaft und den damit einhergehenden Verlust an Arbeitsplätzen zurückzuführen.

## Wirtschaft
Die Landwirtschaft (vor allem die Viehzucht) spielt traditionell die größte Rolle im Wirtschaftsleben der Gemeinde. Einnahmen aus dem Tourismus in Form der Vermietung von Ferienwohnungen (casas rurales) sind seit den letzten Jahrzehnten des 20. Jahrhunderts hinzugekommen.

## Geschichte
Aus dem 4. Jahrtausend v. Chr. stammen die Überreste der Grabkammern zweier benachbarter megalithischer Dolmen. Im ersten Jahrtausend v. Chr. gehörte der Ort wahrscheinlich zum Siedlungsgebiet der keltischen Vettonen. Römische, westgotische und selbst arabisch-maurische Spuren fehlen. Nach der Rückeroberung (reconquista) der Gebiete aus den Händen der Mauren und der anschließenden Wiederbesiedlung (repoblación) im 11. und 12. Jahrhundert erhielt der Ort eine Burg (castillo), von der noch Reste der Bergfrieds (torre del homenaje) an der höchsten Stelle des Ortes stehen. Das im Stadtwappen erscheinende Buch mit der Jahreszahl 1503 erinnert an die schriftliche Niederlegung eines Rechtekatalogs durch den damaligen Grundherrn (señor) des Ortes, Fernán Gómez Dávila.

## Sehenswürdigkeiten

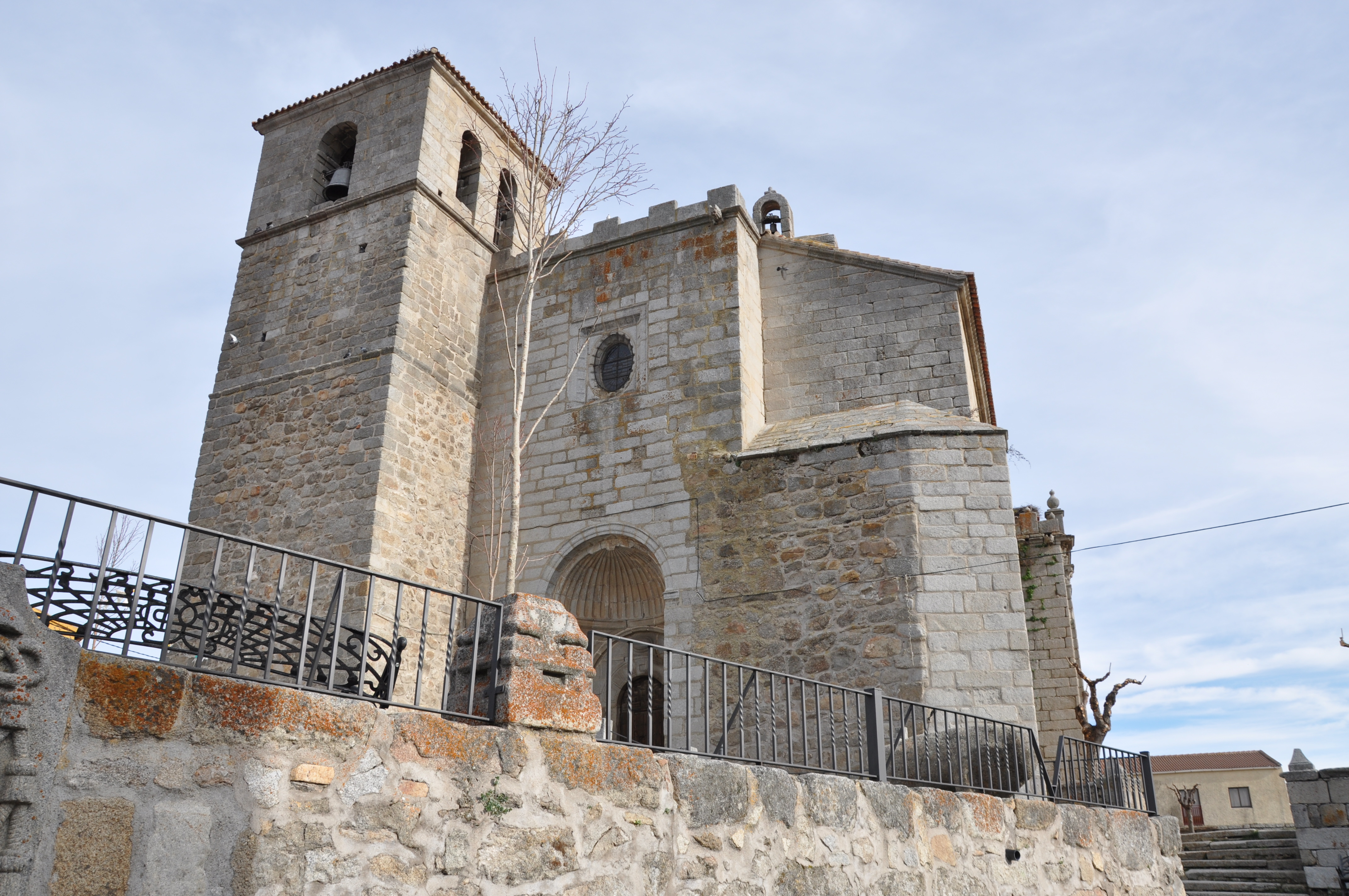
Iglesia de San Miguel Arcángel

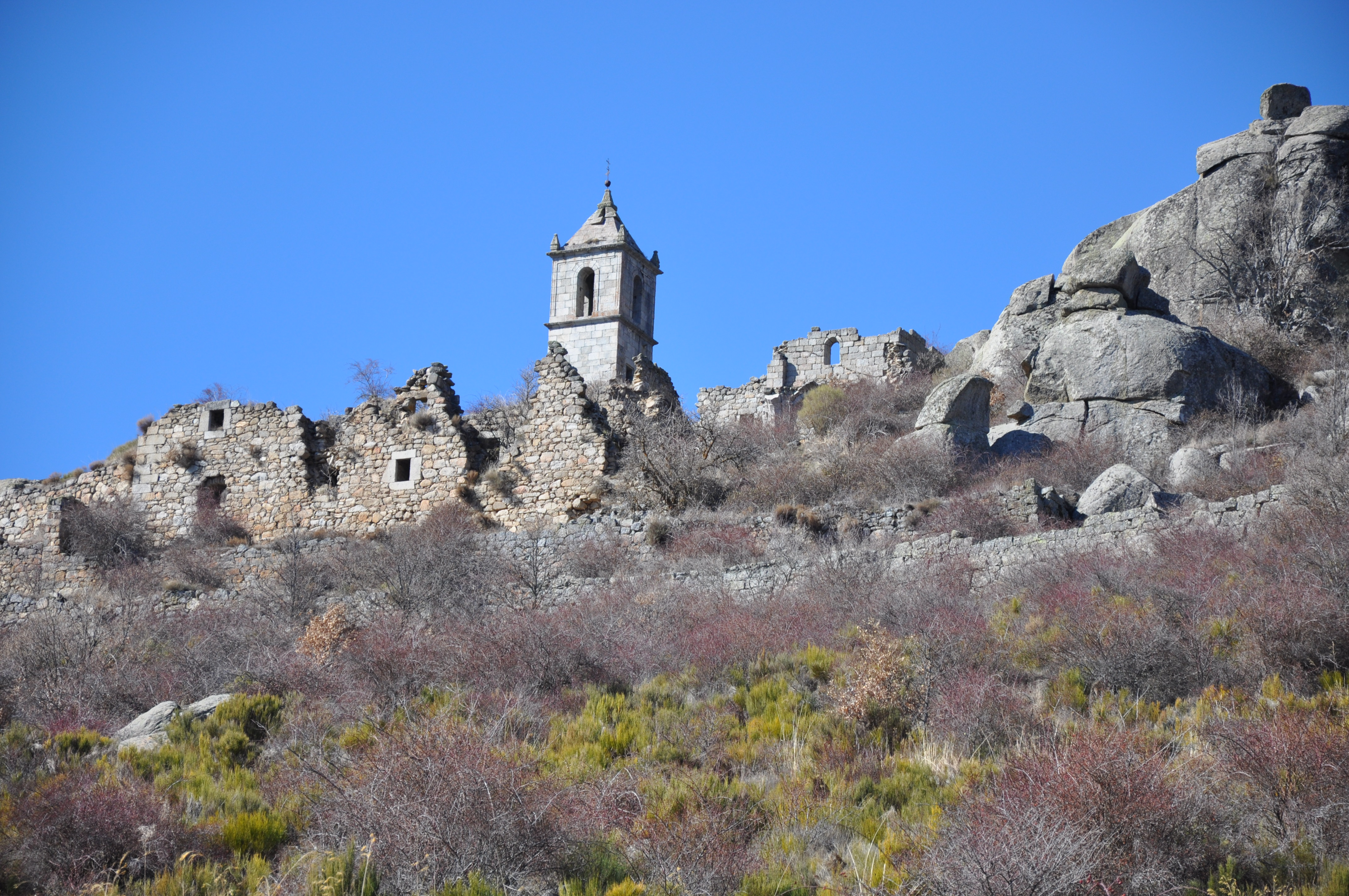
Monasterio de Nuestra Señora del Risco

- In der Umgebung des Ortes wurden zwei Tierskulpturen aus Granit gefunden, die zur Gruppe der Verracos gehören. Wann diese auf dem Platz vor der Kirche des Ortes aufgestellt wurden, ist unklar.
- Der runde Bergfried (torre del homenaje) der ehemaligen Burg mit seinem später hinzugefügten Kranz von horizontalen Schießscharten und einigen Fenstern überragt den Ort.
- Die spätgotische Pfarrkirche San Miguel Arcángel mit ihrem gedrungen wirkenden Glockenturm in der Nordwestecke und ihren beiden Eingangsportalen auf der West- und auf der Südseite stammt aus dem 15./16. Jahrhundert; sie ist die größte und bedeutendste Kirche der Gemeinden des Valle de Amblés. Ursprünglich war sogar ein zweiter Turm in der Südwestecke der Fassade vorgesehen, der jedoch nicht ausgeführt wurde. Das von einer Artesonado-Holzdecke geschlossene Langhaus der Kirche ist dreischiffig; es erinnert mit seinen weitgespannten Bögen beinahe an eine Hallenkirche. Der Chorbereich ist rippengewölbt. Die Kirche beherbergt einen Hauptaltar im spätbarocken Stil des Churriguerismus sowie zahlreiche kleinere Altäre.[7]

Umgebung
- In der Umgebung des Ortes stehen die Überreste der Grabkammern zweier megalithischer Dolmen (40° 33′ 13″ N, 5° 5′ 24″ W).
- Die Ruinen des in eine eindrucksvolle Felslandschaft eingebetteten Augustiner-Klosters (Monasterio de Nuestra Señora del Risco) können im Rahmen einer Wanderung erkundet werden (40° 35′ 30″ N, 5° 5′ 35″ W). Im Kloster befand sich einst eines der bedeutendsten Tafelgemälde des ausgehenden Mittelalters – eine Madonna mit auf ihrem Knie stehenden Jesuskind von Petrus Christus (heute im Museo del Prado in Madrid).